# Shelby County (Kentucky)
Shelby County ist ein County im Bundesstaat Kentucky der Vereinigten Staaten. Das U.S. Census Bureau hat bei der Volkszählung 2020 eine Einwohnerzahl von 48.065 ermittelt.
Der Verwaltungssitz (County Seat) ist Shelbyville. Das County gehört zu den Dry Countys, was bedeutet, dass der Verkauf von Alkohol eingeschränkt oder verboten ist.

## Geographie
Das County liegt im mittleren Norden von Kentucky, ist im Nordwesten etwa 30 km von Indiana entfernt und hat eine Fläche von 999 Quadratkilometern, wovon vier Quadratkilometer Wasserfläche sind. Es grenzt im Uhrzeigersinn an folgende Countys: Henry County, Franklin County, Anderson County, Spencer County, Jefferson County und Oldham County.

## Geschichte
Shelby County wurde am 23. Juni 1792 aus Teilen des Jefferson County gebildet. Benannt wurde es nach Isaac Shelby, einem Gouverneur und General.
Das Whitney Young Birthplace and Museum hat wegen seiner besonderen geschichtlichen Bedeutung den Status einer National Historic Landmark. Insgesamt sind 140 Bauwerke und Stätten des Countys im National Register of Historic Places eingetragen (Stand 21. Oktober 2017).

## Demografische Daten

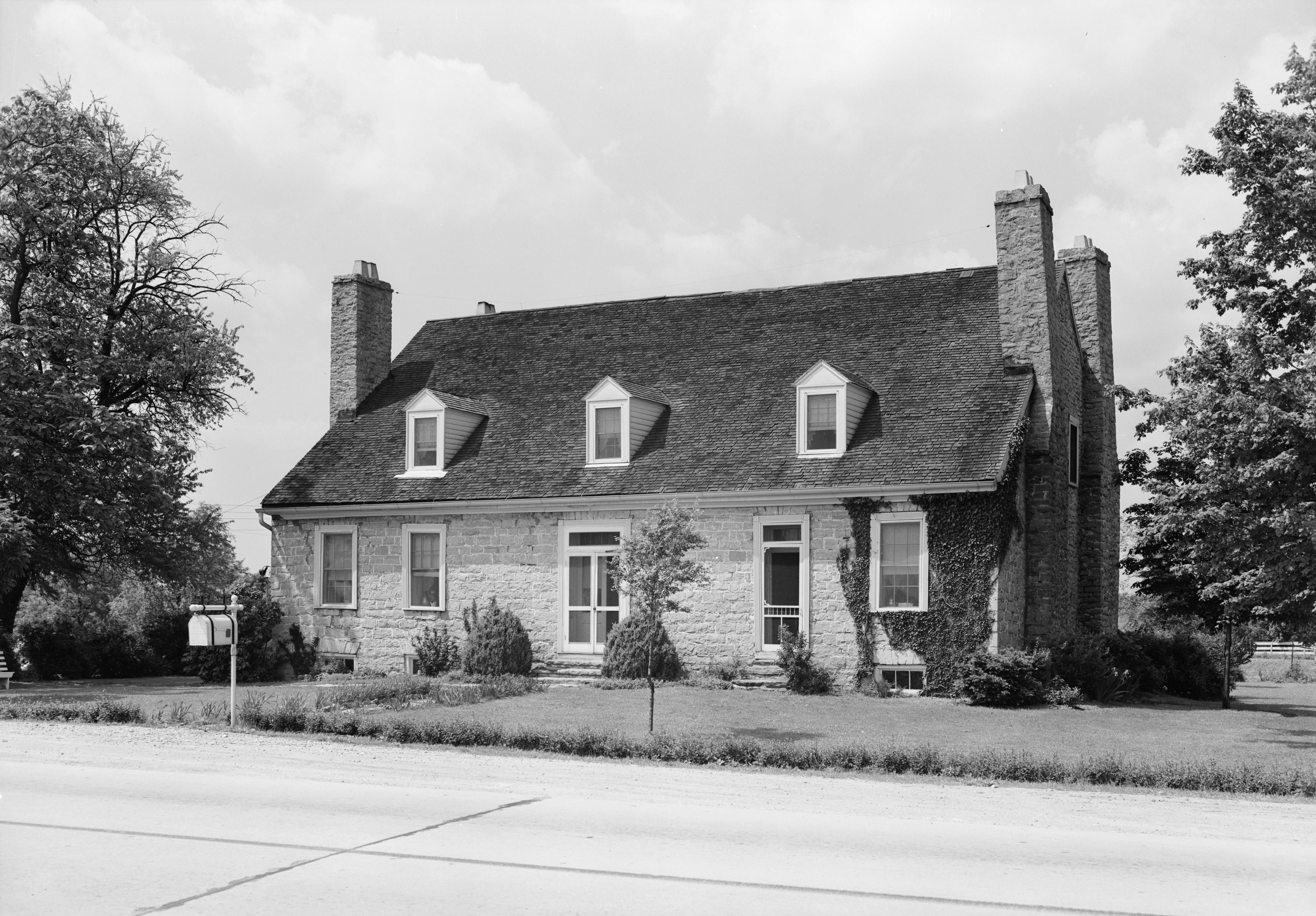
Das Old Stone Inn, gelistet im NRHP

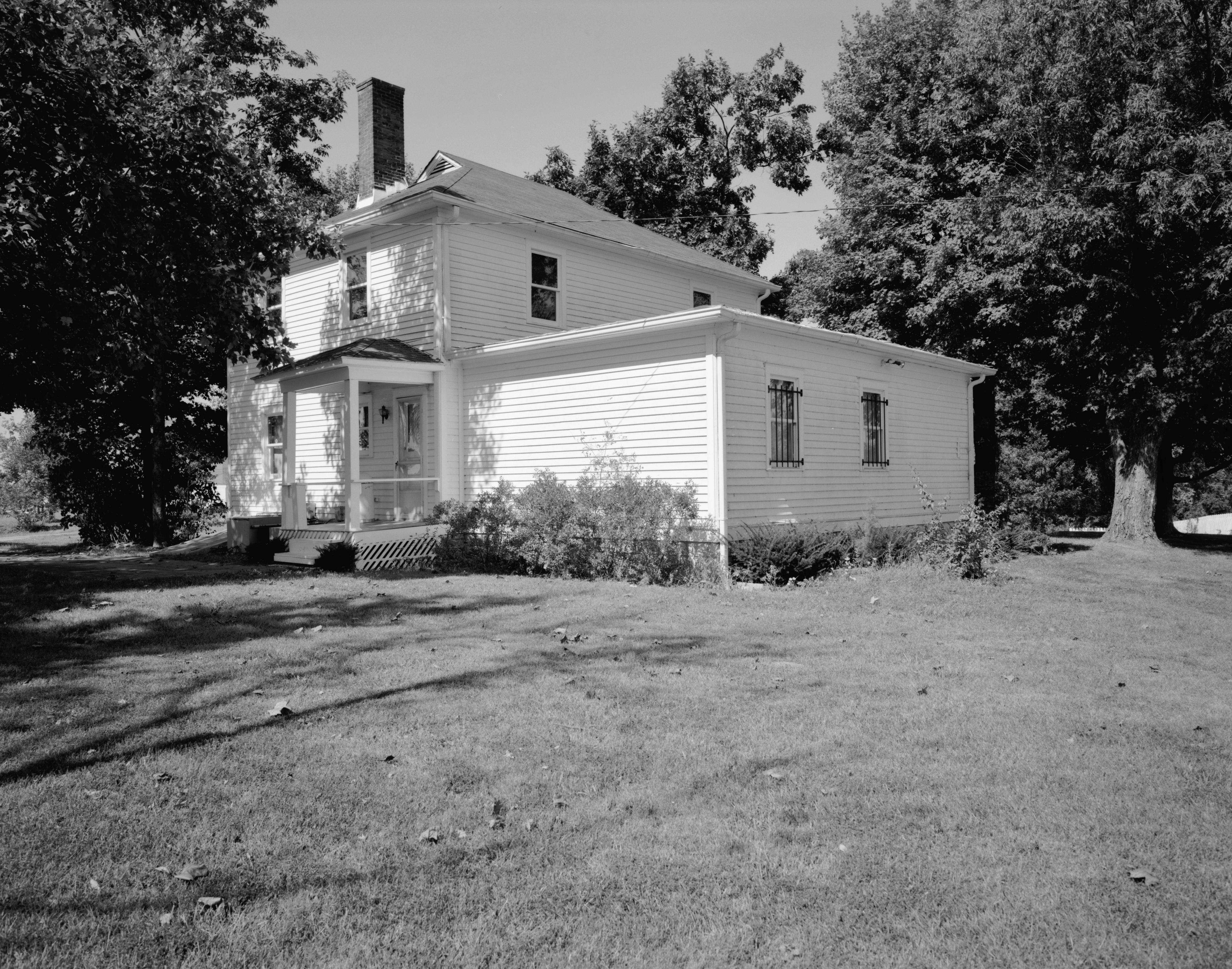
Das Whitney Young Birthplace and Museum, gelistet im NRHP

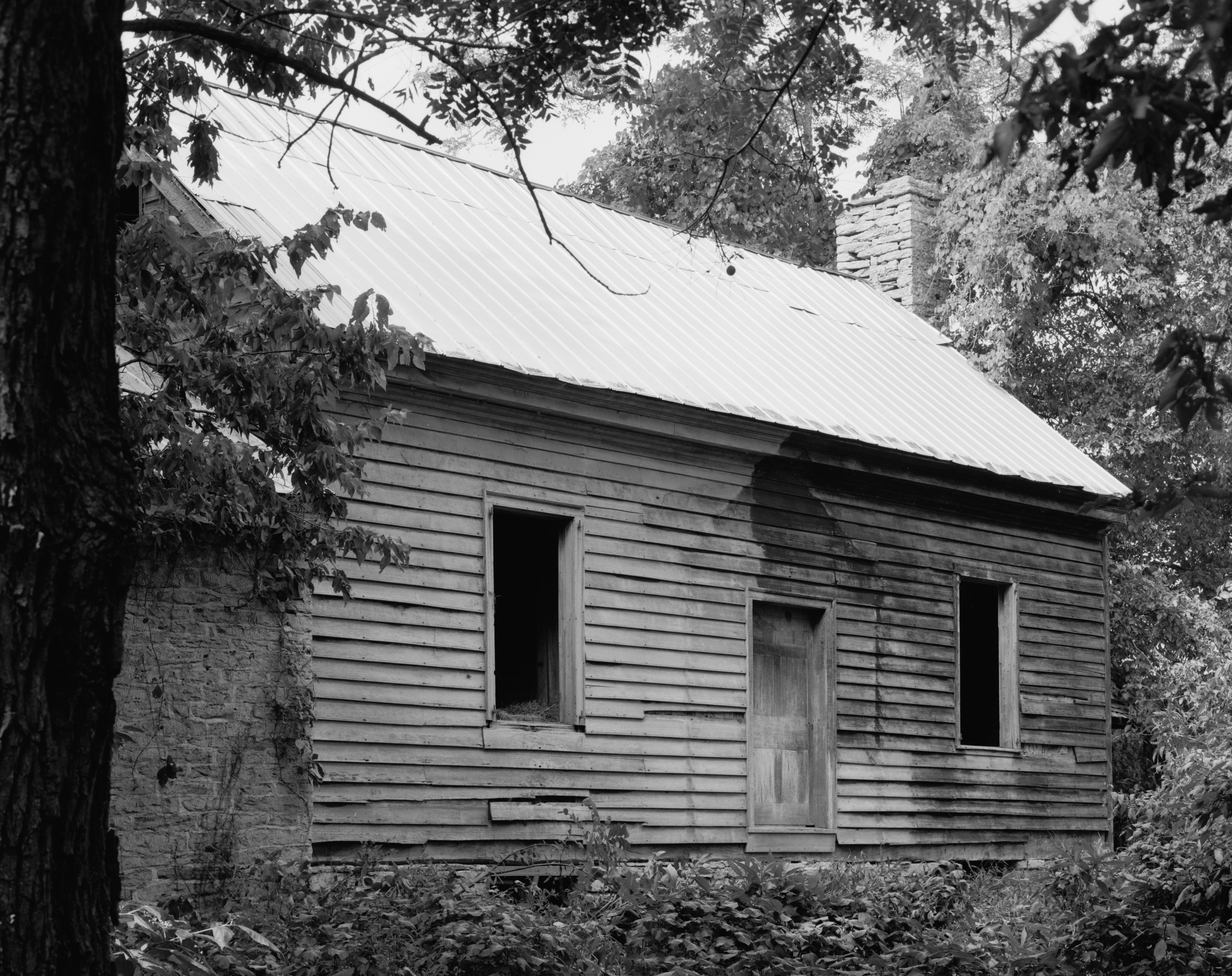
Das Thomas Threlkeld House, gelistet im NRHP

Nach der Volkszählung im Jahr 2000 lebten im Shelby County 33.337 Menschen in 12.104 Haushalten und 9.126 Familien. Die Bevölkerungsdichte betrug 34 Einwohner pro Quadratkilometer. Ethnisch betrachtet setzte sich die Bevölkerung zusammen aus 86,61 Prozent Weißen, 8,83 Prozent Afroamerikanern, 0,30 Prozent amerikanischen Ureinwohnern, 0,40 Prozent Asiaten, 0,12 Prozent Bewohnern aus dem pazifischen Inselraum und 2,39 Prozent aus anderen ethnischen Gruppen; 1,34 Prozent stammten von zwei oder mehr Ethnien ab. 4,51 Prozent der Bevölkerung waren spanischer oder lateinamerikanischer Abstammung.
Von den 12.104 Haushalten hatten 34,7 Prozent Kinder und Jugendliche unter 18 Jahre, die bei ihnen lebten. 61,0 Prozent waren verheiratete, zusammenlebende Paare, 10,6 Prozent waren allein erziehende Mütter, 24,6 Prozent waren keine Familien, 20,2 Prozent waren Singlehaushalte und in 8,0 Prozent lebten Menschen im Alter von 65 Jahren oder darüber. Die Durchschnittshaushaltsgröße betrug 2,63 und die durchschnittliche Familiengröße lag bei 3,00 Personen.
Auf das gesamte County bezogen setzte sich die Bevölkerung zusammen aus 25,2 Prozent Einwohnern unter 18 Jahren, 8,7 Prozent zwischen 18 und 24 Jahren, 31,4 Prozent zwischen 25 und 44 Jahren, 24,0 Prozent zwischen 45 und 64 Jahren und 10,8 Prozent waren 65 Jahre alt oder darüber. Das Durchschnittsalter betrug 36 Jahre. Auf 100 weibliche Personen kamen 94,9 männliche Personen. Auf 100 Frauen im Alter von 18 Jahren alt oder darüber kamen statistisch 91,3 Männer.
Das jährliche Durchschnittseinkommen eines Haushalts betrug 45.534 USD, das Durchschnittseinkommen der Familien betrug 52.764 USD. Männer hatten ein Durchschnittseinkommen von 35.484 USD, Frauen 25.492 USD. Das Prokopfeinkommen betrug 20.195 USD. 6,5 Prozent der Familien und 9,9 Prozent der Bevölkerung lebten unterhalb der Armutsgrenze. Davon waren 11,7 Prozent Kinder oder Jugendliche unter 18 Jahre und 12,3 Prozent waren Menschen über 65 Jahre.

## Orte im County
- Bagdad
- Chestnut Grove
- Christianburg
- Clay Village
- Conner
- Consolation
- Cropper
- Defoe
- Elmburg
- Figgs
- Finchville
- Graefenburg
- Harrisonville
- Hatton
- Hemp Ridge
- Hooper
- Jacksonville
- Joyes
- Junte
- L S Park
- Lincoln Ridge
- Middletown Heights
- Montclair
- Mulberry
- Old Christianburg
- Olive Branch
- Peytona
- Pleasureville
- Raymond Hill
- Shelbyville
- Simpsonville
- Southville
- Todds Point
- Veachland
- Veech
- Veechdale
- Waddy